# Ramón Muttis
Ramón Alfredo Muttis (12. marts 1899 – 12. januar 1955) var en argentinsk fodboldspiller (midterforsvarer).
Han var en del af det argentinske landshold, der vandt guld ved Copa América i 1925 og sølv ved VM i 1930. I alt spillede han 11 landskampe.
Muttis spillede på klubplan primært hos Boca Juniors. Her var han med til at vinde fem argentinske mesterskaber. Han var også tilknyttet blandt andet Argentinos Juniors.

## Titler
Primera División de Argentina
- 1923, 1924, 1926, 1930 og 1931 med Boca Juniors

Sydamerika-Mesterskabet (Copa América)
- 1925 med Argentina